# Pteropus woodfordi
Pteropus woodfordi е вид бозайник от семейство Плодоядни прилепи (Pteropodidae). Видът е световно застрашен, със статут Уязвим.

## Разпространение
Разпространен е в Соломонови острови.